# Fredrik Gunnarsson
Hans Göte Fredrik Gunnarsson (* 4. September 1965 in Oxelösund, Schweden) ist ein schwedischer Schauspieler. Gunnarsson studierte am Teaterhögskolan i Malmö in den Jahren 1992 bis 1995. Gunnarsson war danach auch am Musiktheater Malmö (Malmö opera och musikteater) tätig. Seine bekannteste Rolle als Filmschauspieler spielte er unter anderem in der schwedischen Mankells-Wallander-Filmreihe als Polizist Johan Svartman; er hatte auch einen Cameoauftritt in einer Folge der britischen Wallander-Reihe mit Kenneth Branagh.

## Filmografie (Auswahl)
- 1997: Vildängel
- 1998: Raus aus Åmål (Fucking Åmål)
- 2001: Die falsche Fährte (Villospår)
- 2005–2010: Wallander
- 2010: Kommissar Wallander: Mörder ohne Gesicht (Wallander: Faceless Killers)
- 2011: Som en Zorro
- 2011: Die Brücke – Transit in den Tod (Fernsehserie, Bron)
- 2012: Lycka till och ta hand om varandra